# Rubén Bentancourt
Rubén Daniel Bentancourt Morales (Salto, 2 maart 1993) is een Uruguayaans voetballer die bij voorkeur als aanvaller speelt.

## Carrière

### Clubcarrière
In 2011 werd Betancourt door PSV voor 600.000 euro overgenomen van Danubio. Hij werd voor vier jaar vastgelegd, en was hiermee de eerste Uruguayaanse voetballer die een contract kreeg bij PSV. Wegens gebrek aan speeltijd wilde hij begin 2013 vertrekken maar ondanks interesse van Italiaanse teams kwam het niet tot een transfer. Hij debuteerde op 19 augustus 2013 in het betaald voetbal voor Jong PSV in de Eerste-divisiewedstrijd tegen FC Oss. Hij kwam uiteindelijk tot negentien wedstrijden en één doelpunt in de Eerste divisie. In de winterstop van het seizoen 2013/2014 tekende Bentancourt een contract bij het Italiaanse Atalanta Bergamo. Nadat hij driemaal verhuurd was, liep zijn contract medio 2016 af waarna hij overstapte naar het Argentijnse Defensa y Justicia. Hij kwam niet in actie voor de club en in januari 2017 ging hij naar het Braziliaanse Paraná Clube. Daar kwam hij niet aan spelen toen en na een half jaar ging hij voor het Uruguayaanse Institución Atlética Sud América spelen. Van januari 2018 tot medio 2019 kwam Bentancourt uit voor Independiente Santa Fe in Colombia. Hierna was hij weinig succsvol bij het Mexicaanse CF Atlante. Sinds begin 2020 speelt hij voor Boston River. In 2021 ging hij naar Peñarol waarmee hij datzelfde jaar landskampioen werd.

### Interlandcarrière
Betancourt is Uruguayaans jeugdinternational en won met Uruguay Onder-20 brons op de Copa America 2013 en zilver op het WK 2013.
| Interlands van Rubén Bentancourt voor Uruguay -20 | Interlands van Rubén Bentancourt voor Uruguay -20 | Interlands van Rubén Bentancourt voor Uruguay -20 | Interlands van Rubén Bentancourt voor Uruguay -20 | Interlands van Rubén Bentancourt voor Uruguay -20 | Interlands van Rubén Bentancourt voor Uruguay -20 |
| No.                                               | Datum                                             | Wedstrijd                                         | Uitslag                                           | Competitie                                        | Goals                                             |
| Als speler bij Jong PSV                           | Als speler bij Jong PSV                           | Als speler bij Jong PSV                           | Als speler bij Jong PSV                           | Als speler bij Jong PSV                           | Als speler bij Jong PSV                           |
| ------------------------------------------------- | ------------------------------------------------- | ------------------------------------------------- | ------------------------------------------------- | ------------------------------------------------- | ------------------------------------------------- |
| 1.                                                | 11 januari 2013                                   | Uruguay – Peru                                    | 3 – 3                                             | Copa America -20 – 2013                           | 1                                                 |
| 2.                                                | 13 januari 2013                                   | Brazilië – Uruguay                                | 2 – 3                                             | Copa America -20 – 2013                           | 0                                                 |
| 3.                                                | 15 januari 2013                                   | Uruguay – Ecuador                                 | 4 – 1                                             | Copa America -20 – 2013                           | 0                                                 |
| 4.                                                | 20 januari 2013                                   | Peru – Uruguay                                    | 1 – 3                                             | Copa America -20 – 2013                           | 0                                                 |
| 5.                                                | 29 juni 2013                                      | Oezbekistan – Uruguay                             | 0 – 4                                             | WK -20 – 2013                                     | 1                                                 |

## Statistieken
| Seizoen         | Club                    |                    | Competitie       | Competitie | Competitie | Beker | Beker | Internationaal | Internationaal | Totaal | Totaal |
| Seizoen         | Club                    | Wed.               | Competitie       | Dlp.       | Wed.       | Dlp.  | Wed.  | Dlp.           | Wed.           | Dlp.   |        |
| --------------- | ----------------------- | ------------------ | ---------------- | ---------- | ---------- | ----- | ----- | -------------- | -------------- | ------ | ------ |
| 2013/14         | Jong PSV                | Vlag van Nederland | Eerste divisie   | 19         | 1          | 0     | 0     | -              | -              | 19     | 1      |
| Club totaal     | Club totaal             | Club totaal        | Club totaal      | 19         | 1          | 0     | 0     | 0              | 0              | 19     | 1      |
| 2014/15         | Atalanta Bergamo        | Vlag van Italië    | Serie A          | 3          | 0          | 0     | 0     | -              | -              | 3      | 0      |
| Club totaal     | Club totaal             | Club totaal        | Club totaal      | 3          | 0          | 0     | 0     | 0              | 0              | 3      | 0      |
| 2014/15         | →Bologna                | Vlag van Italië    | Serie B          | 5          | 0          | 1     | 0     | 0              | 0              | 6      | 0      |
| Club totaal     | Club totaal             | Club totaal        | Club totaal      | 5          | 0          | 1     | 0     | 0              | 0              | 6      | 0      |
| 2014/15         | →Defensor Sporting Club | Vlag van Uruguay   | Primera División | 7          | 0          | 0     | 0     | 0              | 0              | 7      | 0      |
| Club totaal     | Club totaal             | Club totaal        | Club totaal      | 7          | 0          | 0     | 0     | 0              | 0              | 7      | 0      |
| Carrière totaal | Carrière totaal         | Carrière totaal    | Carrière totaal  | 24         | 1          | 0     | 1     | 0              | 0              | 25     | 1      |

Bijgewerkt t/m 15 juli 2015